# Photobiomodulation
 (mars 2024).
Wikipédia ne donne pas d'avis médical : seul un professionnel (médecin, pharmacien, etc.) est habilité à le faire.

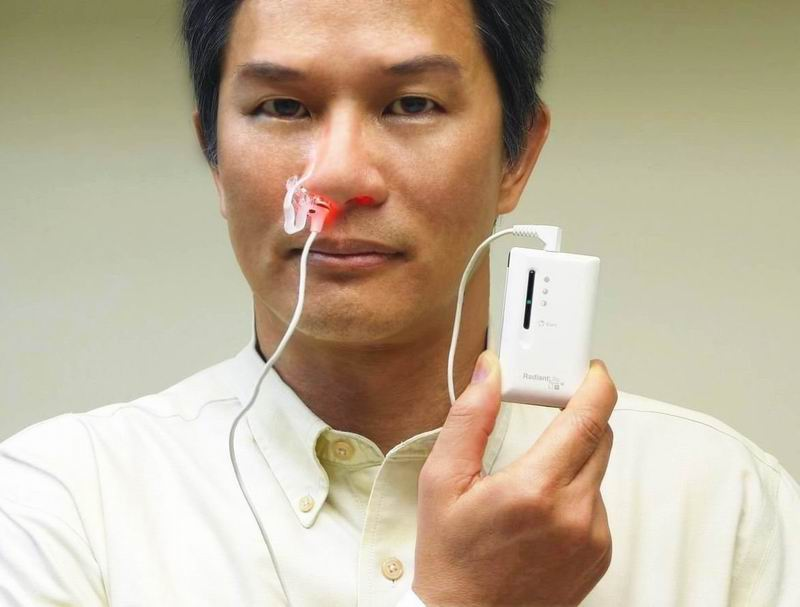
Démonstration de LLLT avec irradiation intranasale (2010).

La photobiomodulation (parfois appelée thérapie par laser de faible énergie (LLLT)) est le processus par lequel des chromophores absorbent sélectivement les longueurs d’onde de basse énergie et engendrent des phénomènes de signalisations cellulaires à l’origine de synthèses biologiques majeures. 
La photobiomodulation (PBM) a une action sur le métabolisme cellulaire de nos tissus comparable à la photosynthèse des cellules végétales[réf. nécessaire]. L’énergie lumineuse est transférée aux différents organes de nos cellules pour stimuler les fonctions métaboliques qui produisent plusieurs effets cliniques remarquables comme les effets antalgiques et anti-inflammatoires ou les effets de cicatrisation[réf. incomplète]. Grâce à ses propriétés stimulantes confirmées au cours des trois dernières décennies par de nombreuses études[réf. nécessaire], la PBM s’est aujourd’hui étendue à de nombreux domaines de la médecine, tels que l’endocrinologie, la neurochirurgie, la dermatologie et la dentisterie notamment. Ce type de photothérapie comprend une large gamme de sources de lumière non ionisantes telles que le laser, les LED et la lumière visible à large bande dans le spectre visible et proche infrarouge à des doses non thermiques.

## Historique
La première référence à la LLLT date de l’année 1967. Endre Mester, un médecin exerçant à Budapest en Hongrie, a découvert au cours d'expériences menées sur des souris et conçues pour étudier les éventuels effets cancérigènes de l'exposition au laser, que la lumière laser pouvait doubler la vitesse de pousse des poils. La LLLT a permis de stimuler la croissance des cheveux[source secondaire nécessaire].
En 1994, la World Association of Laser Therapy (WALT) est créée à Barcelone. Elle devient le principal organisme mondial de promotion de la recherche, de l'éducation et des applications cliniques dans le domaine de la photothérapie avec des lasers et d'autres sources de lumière. L’association s’est formée dans le but de « stimuler la recherche de haute qualité en PBM, offrir des conseils, une éducation et des normes fondés sur des preuves pour les meilleures pratiques en matière de thérapie laser de bas niveau et contribuer à la promotion de la santé et de la qualité de vie. René-Jean Bensadoun, oncologue-radiothérapeute en est l’actuel président.
Ces découvertes dès les années 1950, qui mettent en évidence les effets que peut avoir la lumière sur le métabolisme cellulaire, ainsi que l’institutionnalisation à travers la création de l’organisation WALT en 1994 ont permis à la PBM de se faire une place. Pourtant, si cette dernière connaît un essor dès les années 2000, elle subit un certain scepticisme du milieu médical.
L’utilisation de la PBM pour des améliorations cosmétiques et esthétiques (stimulation de la repousse des cheveux et atténuation des rides du visage) tend aussi à se démocratiser, notamment outre-Atlantique.

## Fonctionnement
La recherche est en cours sur les mécanismes de la PBM. Ses effets semblent limités à certaines gammes de fréquence de la lumière laser, et administrer cette thérapie au-delà d'une certaine dose ne semble pas avoir d'effet.
Les réactions photochimiques sont bien connues en recherche biomédicale, et la PBM utilise la première loi de la photochimie (loi de Grotthuss-Draper) : la lumière doit être absorbée par une substance chimique afin qu'une réaction photochimique survienne.
La théorie généralement acceptée est que pour la PBM, cette substance chimique est l'enzyme respiratoire cytochrome c oxydase impliquée dans la chaîne de transport d'électrons dans les mitochondries,.

### Explication détaillée
La mitochondrie a une fonction vitale : la respiration cellulaire. C’est là que le glucose achève son métabolisme en rencontrant l’oxygène apporté par les globules rouges. Cette rencontre permet à la cellule de produire une molécule qui constitue son réservoir énergétique. Cette molécule, c’est l’adénosine triphosphate, ou ATP. Ce métabolisme du glucose va permettre à des protons et à des électrons de se déplacer en produisant de l’eau et de l’ATP. Pour permettre aux courants électriques de se déplacer, la cellule utilise une chaîne de molécules, et parmi celles-ci, on trouve une protéine bien particulière : le cytochrome c oxydase. Son rôle est capital : si elle ne reçoit pas sous forme d’électrons l’énergie qui vient du glucose, la cellule s’arrête de fonctionner après avoir vidé ses réserves d’ATP. En effet, la synthèse de l’ATP serait impossible si une grosse molécule de protéine ne lui apportait pas du courant électrique, commandant en quelque sorte tout le processus. Or cette protéine, la cytochrome c oxydase, qui contient du fer et du cuivre, est hypersensible à la lumière rouge et infrarouge : dès qu’un photon la touche, elle donne l’ordre de fabriquer de l’ATP et la cellule repart et fonctionne de plus belle.
Quel est le rôle de la lumière dans tout cela ? Lorsqu’un rayonnement lumineux visible, plus particulièrement les fréquences qui vont du rouge au proche infrarouge, touche cette grosse molécule, cette dernière va se mettre à fonctionner, à donner l’ordre de fabriquer de l’ATP. Pourquoi ? Parce qu'elle contient du cuivre et du fer, et que c’est au niveau de ces atomes que la lumière va être absorbée en cédant son énergie. La lumière produit donc un effet immédiat : activer la protéine et délivrer de l’énergie à la cellule.
Ce schéma illustre le mécanisme de PBM dans les longueurs d'onde proches de l’infrarouge (630-1 000 nm). La lumière cible l'enzyme mitochondriale « cytochrome c oxydase », ce qui entraîne une stimulation directe dans la respiration mitochondriale et la dissociation de l'oxyde nitrique, augmentant ainsi indirectement la respiration mitochondriale. Ces processus entraînent notamment une élévation de l'ATP, ce qui a un impact sur les voies de signalisation en aval, déclenchant l'augmentation des processus anti-inflammatoires, la synthèse des protéines, la production de protéines anti-apoptotiques, la réparation/ métabolisme/prolifération/migration cellulaire et les antioxydants[source secondaire nécessaire].

### Dans la pratique

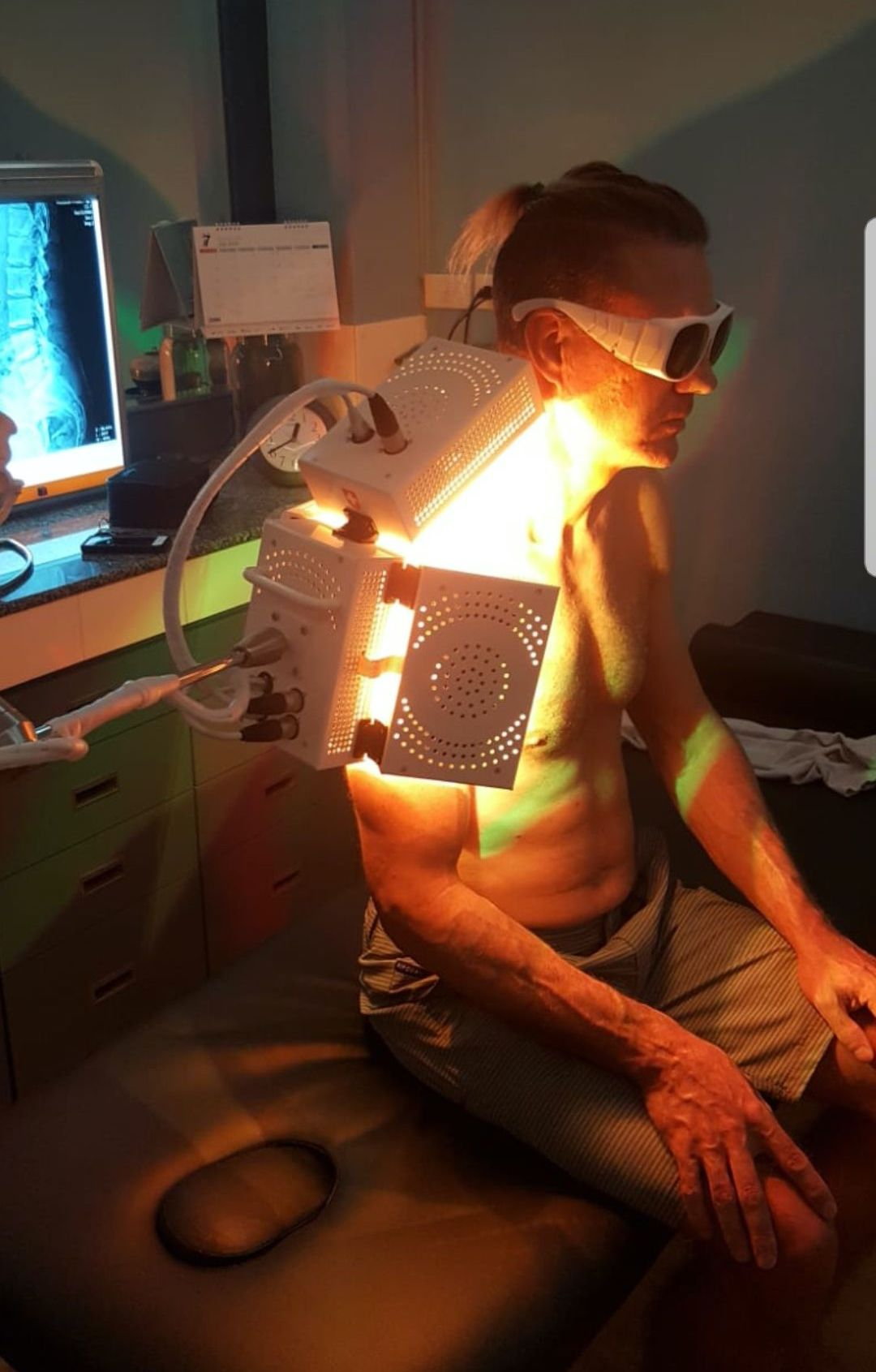
Utilisation de l'ATP38 (2021).

Deux types d’appareils peuvent être utilisés dans le cadre de la PBM. D’une part, les LLLT, qui sont les appareils lasers basse énergie utilisés en PBM, et d’autre part les LED, qui sont les appareils utilisant cette technologie en PBM. La dénomination LLLI désigne tout appareil délivrant une illumination basse énergie, qu’elle soit basée sur les LED, les LLLT ou les deux associés. Les appareils sont très réglementés et doivent correspondre à la norme médicale ISO 13485.
L’ATP38 est une technologie médicale employée dans le domaine, notamment utilisée par le président de la WALT, René-Jean Bensadoun. Son nom fait référence au rendement énergétique de la respiration cellulaire : chaque molécule de glucose entièrement oxydée par la respiration cellulaire est susceptible de produire 38 molécules d'ATP. L’ATP38 utilise le principe de la PBM, et exploite les bénéfices de la lumière qui est composée de petites particules qu’on appelle les photons. Les photons agissent sur la fabrication de l’énergie nécessaire au fonctionnement des cellules. L’appareil est composé d’une tablette sur laquelle l’ordinateur portable possédant le logiciel de pilotage est posé. Cette tablette est reliée à 3 écrans LEDs via un bras articulé permettant d’ajuster au mieux la position des panneaux lumineux par rapport au visage du patient. Ces 3 écrans en aluminium sont composés de semi-conducteurs polychromatiques collimatés (SCPC) qui émettent la lumière sans aucune hausse de température puisqu’il s’agit d’athermothérapie. Grâce à ces panneaux, le praticien peut piloter les longueurs d’onde à l’aide du logiciel. L’utilisation de ces longueurs d’onde correspondent à un champ d’action bien précis et une pathologie bien définie. L’énergie transportée par ce rayonnement (photons) a un effet stimulant sur l’ATP. L’efficacité de la PBM sur le tissu ciblé dépend des paramètres tels que la source de lumière, la longueur d’onde, la durée d’application de la lumière sur le tissu.
Chaque dosage de longueurs d’onde s’adapte à un type d’application. La dosimétrie relève d’une importance capitale dans la réussite d’un traitement. En effet, bien que la plupart des études aient démontré l’efficacité de la PBM dans la réparation des tissus affectés à la fois de manière aiguë et chronique, toutes les études sur la PBM n'ont pas donné des résultats positifs. Ces résultats divergents peuvent être attribués à plusieurs facteurs, le plus important étant la dosimétrie.

### Spectre

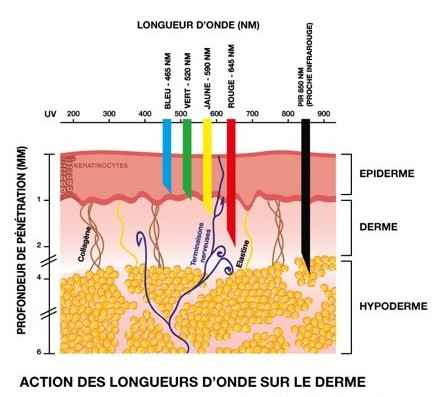
Action des longueurs d'onde sur le derme.

En ce qui concerne les longueurs d’onde, la PBM utilise principalement des longueurs d’onde au sein d’une fenêtre de lumière, entre 630 et 1 000 nm. La pénétration tissulaire est maximisée dans la plage IR. La NASA a réussi à démontrer qu’un rayon de 940 nm peut pénétrer la peau jusqu’à 23 centimètres[source secondaire souhaitée]. Les longueurs d’onde courtes (lumière bleue, verte et jaune) sont préférées pour le traitement des tissus superficiels, tandis que les longueurs d’onde plus longues sont choisies pour les tissus plus profonds en raison de leur pénétration plus profonde dans les tissus. La lumière IR peut en effet pénétrer jusqu’à 4-5 cm de profondeur (au maximum 23), comparativement à 5-10 mm pour la lumière rouge.
L’utilisation de ces longueurs d’onde correspondent à un champ d’action bien précis et une pathologie bien définie, tel que le démontre l’image à gauche. On voit sur l'image de gauche que la longueur d’onde du bleu agira sur l’épiderme, alors que la longueur d’onde du rouge atteindra le derme et sera donc préférée dans le cas d’une blessure plus profonde par exemple.

## Recherches
D'après un essai clinique randomisé en double aveugle et contrôlé par placebo, la photobiomodulation s'est avéré efficace dans le traitement des ulcères du pied diabétique à une dose de 10 J/cm², après un suivi de 10 semaines.